# 메르카트 노우역
메르카트 노우 역(카탈루냐어: Mercat Nou)은 바르셀로나 지하철 1호선의 역이다. 바르셀로나 산츠몬주익 구에 위치해 있다.
지상에 위치한 역이며, 리에라 데 테나 거리 (Carrer Riera de Tena)와 족스 플로랄스 거리 (Carrer Jocs Florals) 사이에 바르셀로나 산츠 역 서쪽 입구 방면의 일반철도 선로 바로 옆에 자리잡고 있다. 출구는 서쪽에 한 곳만 존재하며 선로 지하 대합실과 연결되는데, 이곳으로는 레아레 데 테나 거리 쪽과 연결된다. 100m 길이의 상대식 승강장 구조이며 에스컬레이터, 계단, 엘리베이터가 설치되어 있다. 지상역이지만 일반철도 선로와 지하철 선로, 지하철 승강장 모두 천장이 막혀 있어 지하역 같은 느낌을 준다.
1926년 바르셀로나 지하철 1호선의 카탈루냐 역-보르데타 역 구간이 처음으로 개통되면서 문을 열었으며, 당시 역명은 '메르카도 누에보 역' (Mercado Nuevo)이었다. 영업 개시 이후 메르카트 노우 역은 한동안 바르셀로나 지하철에서 몇 안되는 지상 개방형 상대식 승강장 구조의 역으로 남아 있었으나, 2007년부터 2년간 영업을 일시 중지하여 근처의 일반철도 선로를 다시 짓고 천장으로 밀폐하는 공사를 거치고 2009년 6월 영업을 재개했다. 바르셀로나 시의회에 따르면 시공에 들어간 예산은 1560만 유로로 추산됐다.